# Kentriodon
Genre
Kentriodon est un genre fossile de dauphins géants mesurant 10 mètres de long et ayant vécu au Miocène, il y a  12 millions d'années.

## Description
C'était un lointain parent des dauphins actuels et un très proche cousin d'Australodelphis. Les fossiles découverts sont très bien conservés et d'une taille gigantesque : le crâne mesure à lui seul 1,5 mètre de long. L'espèce type est Kentriodon pernix.

## Liste d'espèces
Selon Paleobiology Database (21 mars 2016) :
- Kentriodon diusinus Salinas-Márquez, Barnes, Flores-Trujillo, Aranda-Manteca, 2014 ;
- Kentriodon fuchsii Brandt, 1873 ;
- Kentriodon hobetsu Ichishima, 1995 ;
- Kentriodon hoepfneri Kazár & Hampe, 2014 ;
- Kentriodon obscurus Kellogg, 1931 ;
- Kentriodon pernix Kellogg, 1927 ;
- Kentriodon schneideri Whitmore & Kaltenbach, 2008.